# 허유원
허유원(1996년 4월 22일 ~ )은 KBS 50기 아나운서다.

## 학력
- 홍콩 성시 대학

## 경력
- 2019년 ~ 2020년 : KBS 대전 기상 캐스터
- 2020년 ~ 2022년 : 채널A 기상 캐스터
- 2022년 7월 ~ 2022년 12월 : 연합뉴스TV 아나운서
- 2023년 2월 13일 ~ 2024년 9월 30일 : KBS 50기 공채 아나운서 - KBS 대구 근무
- 2024년 10월 1일 ~ 현재 : KBS 50기 공채 아나운서 - KBS 복귀

## 진행

### 현재

#### TV
- KBS 1TV 《KBS 뉴스 7》 여성 앵커 - 2025년 3월 10일 ~ 현재

### 과거

#### TV
- 연합뉴스TV 《출발 600》 여성 앵커
- 채널A 《행복한 아침 - 날씨》 기상 캐스터
- 채널A 《평일 뉴스A - 날씨》 기상 캐스터
- 채널A 《평일 뉴스A LIVE - 날씨》 기상 캐스터
- 채널A 《김진의 돌직구쇼 - 날씨》 기상 캐스터
- KBS 대구 1TV 《라이브 오늘》 여성 MC - 2023년 2월 13일 ~ 2024년 9월 30일
- KBS 대구 1TV 《KBS 뉴스 7 대구·경북》 여성 앵커 - 2023년 2월 13일 ~ 2024년 9월 30일
- KBS 2TV 《KBS 월드 24》 임시 앵커 - 2024년 11월 4일 ~ 2024년 11월 6일, 2025년 8월 4일 ~ 2025년 8월 7일
- KBS 1TV 《특집 빅스포 2024》 여성 MC - 2024년 11월 7일
- KBS 2TV 《KBS 뉴스타임》 임시 앵커 - 2024년 11월 26일, 2024년 11월 28일 ~ 2024년 11월 29일, 2024년 12월 23일
- KBS 2TV 《2TV 생생정보》 임시 여성 MC - 2024년 12월 23일 ~ 2024년 12월 27일
- KBS 1TV 《토요일 17시, 19시 KBS 뉴스》 임시 앵커 - 2025년 2월 15일
- KBS 1TV 《내 삶을 바꾸는 선택 2025 대통령 선거》 K스피어 진행 - 2025년 6월 3일
- KBS 1TV 《주말 KBS 뉴스 9 - KBS 스포츠 9》 임시 앵커 - 2025년 8월 9일 ~ 2025년 8월 10일

#### 라디오
- KBS 대구 2라디오 《음악과 음악사이》 DJ
- KBS 대구 2라디오 《102.3 뮤직스튜디오》 DJ - 2023년 3월 6일 ~ 2024년 10월 4일
- KBS 1라디오 《KBS 1라디오 오늘 세계는》 임시 DJ - 2024년 10월 16일
- KBS 해피 FM 《이각경의 해피타임 4시》 임시 DJ - 2024년 10월 21일 ~ 2024년 11월 4일
- KBS 해피 FM 《유지원의 밤을 잊은 그대에게》 임시 DJ - 2024년 12월 9일 ~ 2025년 3월 4일
- KBS 쿨 FM 《이슬기의 상쾌한 아침》 임시 DJ - 2025년 5월 16일 ~ 2025년 5월 25일

## 출연

### 현재

#### TV
- KBS 1TV 《TV비평 시청자데스크 - 시청자의 눈》 여성 패널 - 2024년 11월 17일 ~ 현재
- KBS 2TV 《영화가 좋다》 내레이션

### 과거

#### TV
- SBS TV 《모닝와이드 - 굿모닝 연예》 리포터
- 채널A 《스포츠+ - 건강 알고리즐》 리포터
- 채널A 《토요 랭킹쇼 - 시나브로 우리말》 리포터
- KBS 2TV 《사장님 귀는 당나귀 귀》 출연 - 2024년 11월 24일 ~ 2024년 12월 22일
- KBS 2TV 《수요일 무엇이든 물어보세요》 임시 여성 패널 - 2025년 1월 1일, 2025년 8월 6일
- KBS 1TV 《아침마당 - 흥 많고 끼 많은 KBS 신입 아나운서를 소개합니다》 - 2025년 1월 13일
- KBS 1TV 《TV쇼 진품명품》 출연 - 2025년 1월 26일
- KBS 2TV 《목요일 무엇이든 물어보세요》 임시 여성 패널 - 2025년 2월 6일
- KBS 2TV 《월요일 무엇이든 물어보세요》 임시 여성 패널 - 2025년 5월 12일 ~ 2025년 5월 19일